# Richesse maudite
Richesse maudite (titre original : The Dividend) est un film muet américain réalisé par Thomas H. Ince et Walter Edwards, sorti en 1916.

## Synopsis
Le riche homme d'affaires John Steele porte tous ses espoirs sur son fils Frank. Mais celui-ci tombe dans la déchéance la plus totale.

## Fiche technique
- Titre original : The Dividend
- Réalisation : Thomas H. Ince, Walter Edwards
- Scénario : C. Gardner Sullivan
- Chef opérateur : Devereaux Jennings
- Date de sortie : États-Unis : 18 juin 1916

## Distribution
- William H. Thompson : John Steele
- Charles Ray : Frank Steele
- Ethel Ullman : Betty Price
- Margaret Thompson : Maizie